# Stade nantais université club
Le Stade nantais université club est un club omnisports français basé à Nantes.

## Historique
Le club est issu de la fusion en 1907 entre le Sporting Club universitaire Nantais fondé en 1903 et le Rugby Club de Basse-Indre Couëron.
Il est connu pour sa section rugby à XV évoluant sous le nom de Stade nantais rugby depuis 2008.
Les handballeuses du SNUC sont sacrées championnes de France en 1961, tandis que l'équipe féminine de tennis est championne de France en 1980.